# Charles Brockden Brown

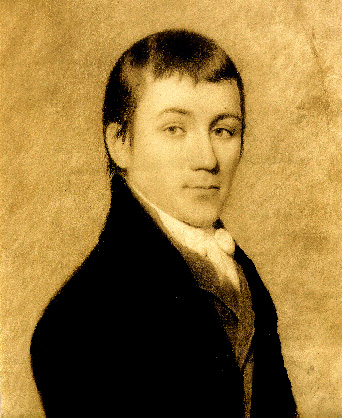
Charles Brockden Brown

Charles Brockden Brown (* 17. Januar 1771 in Philadelphia, Province of Pennsylvania; † 22. Februar 1810 ebenda) war ein amerikanischer Schriftsteller.

## Biografie
Brown entstammt einer in Philadelphia ansässigen strenggläubigen Quäkerfamilie, die für ihn eine juristische Ausbildung vorsah. Allerdings gab Brown bereits nach kurzer Zeit die Stellung als Assistent eines Rechtsanwalts auf, um sich komplett auf das Schreiben konzentrieren zu können. Seine ersten Arbeiten wurden im Columbia Magazine veröffentlicht. Sein 1798 erschienenes erstes Buch "Alcuin: a Dialogue" setzte sich, von William Godwin beeinflusst, mit den Rechten der Frau auseinander.
Wieland oder die Verwandlung, das im selben Jahr erschien, war sein erfolgreichstes Werk. Es schildert, wie die Hauptperson, Theodore Wieland, im Roman ein Verwandter des Schriftstellers Christoph Martin Wieland, durch einen Bauchredner in den Wahn getrieben und zum Mörder wird.
1799 wurde er zum Herausgeber der Zeitschrift The Monthly Magazine and American Review. Parallel verfasste er zunächst weitere Romane, gab jedoch 1803 das Schreiben fiktionaler Geschichten auf, als er das Magazin The Literary Magazine and American Register gegründet hatte und sich hierauf konzentrieren wollte.
1804 heiratete Brown. Er erkrankte jedoch an Tuberkulose, an der er im Alter von 39 Jahren 1810 starb.

## Wirkung
Brown gilt als einer der bedeutendsten amerikanische Romanautoren vor James Fenimore Cooper. Obwohl er, anders als von frühen Kritikern manchmal behauptet, nicht der erste amerikanische Romanautor war, weisen ihm der Umfang und die Komplexität seiner Werke, nicht zuletzt wegen der vielen Genres, die Brown als Ausdrucksform nutzt, eine Schlüsselrolle beim Verständnis der Anfangsjahre der amerikanischen Republik zu.

## Bibliographie
Romane
- Wieland; Or the Transformation. An American Tale. T. & J. Swords / H. Caritat, New York 1798.
  - Deutsch: Wieland oder die Verwandlung. Übersetzt von Friedrich Polakovics. Mit einem Nachwort von Norbert Miller. Hanser, München 1973, ISBN 3-446-11782-2.
- Arthur Mervyn; Or, Memoirs of the Year 1793. 1. Teil: H. Maxwell, Philadelphia 1799. 2. Teil: George F. Hopkins, New York 1800.
  - Deutsch: Arthur Mervyn, oder, die Pest in Philadelphia : Denkwürdigkeiten aus dem Jahre 1793. Christian Ernst Kollmann, Leipzig 1859. Bearbeitung der anonymen deutschen Erstübersetzung von Jochen Reichel: Arthur Mervyn oder die Pest in Philadelphia. Hrsg. und mit einem Nachwort von Frederik Burwick. Henssel, Berlin 1992, ISBN 3-87329-143-6.
- Edgar Huntly; Or Memoirs of a Sleep-Walker. H. Maxwell, Philadelphia 1799.
  - Deutsch: Edgar Huntly oder Der Nachtwandler. Christian Ernst Kollmann, Leipzig 1857.
- Ormond; Or the Secret Witness. G. Forman / H. Caritat, New York 1799.
- Memoirs of Stephen Calvert. Abgedruckt in The Monthly Magazine, Juni 1799 bis Juni 1800.
- Clara Howard; In a Series of Letters. Asbury Dickins, Philadelphia 1801.
- Jane Talbot, A Novel. John Conrad, Philadelphia 1801.

Dialoge und Essays
- Alcuin: A Dialogue. T. & J. Swords, New York 1798.
- An Address to the Government of the United States, on the Cession of Louisiana to the French. John Conrad, Philadelphia 1803.
- Monroe’s Embassy, or, the Conduct of the Government, in Relation to Our Claims to the Navigation of the Missisippi [sic], Considered. John Conrad, Philadelphia 1803.
- An Address to the Congress of the United States, on the Utility and Justice of Restrictions upon Foreign Commerce. C. & A. Conrad, Philadelphia 1809.

Sammlungen
- Literary Essays and Reviews. Herausgegeben von Alfred Weber and Wolfgang Schäfer. Peter Lang, Frankfurt 1992.
- Somnambulism and Other Stories. Herausgegeben von Alfred Weber. Peter Lang, Frankfurt 1987.
- The Rhapsodist and Other Uncollected Writings. Herausgegeben von Harry R. Warfel. Scholar’s Facsimiles and Reprints, Delmar NY, 1977.

Ausgaben
- The Novels and Related Works of Charles Brockden Brown. Bicentennial Edition. Herausgegeben von Sydney J. Krause und S. W. Reid. 6 Bände. Kent State University Press, Kent, Ohio 1977–1987.